# Aspidoparia morar
Aspidoparia morar är en fiskart som först beskrevs av Hamilton 1822.  Aspidoparia morar ingår i släktet Aspidoparia och familjen karpfiskar. Inga underarter finns listade.